# Luar (Alas)
Luar is een bestuurslaag in het regentschap Sumbawa van de provincie West-Nusa Tenggara, Indonesië. Luar telt 4984 inwoners (volkstelling 2010).